# María Rodríguez Moneo
María Rodríguez Moneo es una profesora española, titular del Departamento de Psicología Básica de la Universidad Autónoma de Madrid y vicedirectora del Instituto Universitario de Ciencias de la Educación.

## Biografía
Es doctora por la Universidad Autónoma de Madrid desde 1998 gracias a una tesis sobre Las concepciones alternativas y el proceso de cambio conceptual. La influencia del conflicto y el contexto en el dominio de la física. Ha sido subdirectora del Departamento de Psicología Básica de la Facultad de Psicología y Secretaría Académica del Instituto Universitario de Ciencias de la Educación de la UAM.
Durante años dirigió la Formación Inicial del Profesorado de Enseñanza Secundaria de la UAM, donde fue directora de los Programas de Formación Permanente del Profesorado del Instituto de Ciencias de la Educación. Forma parte del equipo docente del máster en Psicología Cognitiva y Aprendizaje, de la Facultad Latinoamericana de Ciencias Sociales (FLACSO).